# Mariage de la Vierge (Campin)
Pour les articles homonymes, voir Le Mariage de la Vierge.
Mariage de la Vierge est un tableau réalisé par le peintre primitif flamand Robert Campin en 1420-1430. De format horizontal, cette huile sur panneau en bois de chêne est une peinture chrétienne qui représente le mariage de Marie avec Joseph devant un portail gothique. L'œuvre est conservée au musée du Prado à Madrid, en Espagne.

## Decription
Sont représentés deux passages de la vie de Marie, placés dans une même continuité spatiale : deux lieux  distincts, avec, sur la gauche, dans un bâtiment circulaire à colonnes couronné d'une coupole, la scène du miracle du bâton florissant, qui désigne Joseph comme protecteur de la Vierge ; et sur la droite, sur le porche  d'une église gothique en construction, la consécration des noces de Marie et de  Joseph. Joseph, vêtu de bure et portant un crâne rasé, est donc représenté trois fois dans le tableau.
Au dos du panneau, sont représentés en grisaille saint Jacques majeur et sainte Claire d'Assise, dans des niches architecturales encadrées de piliers.

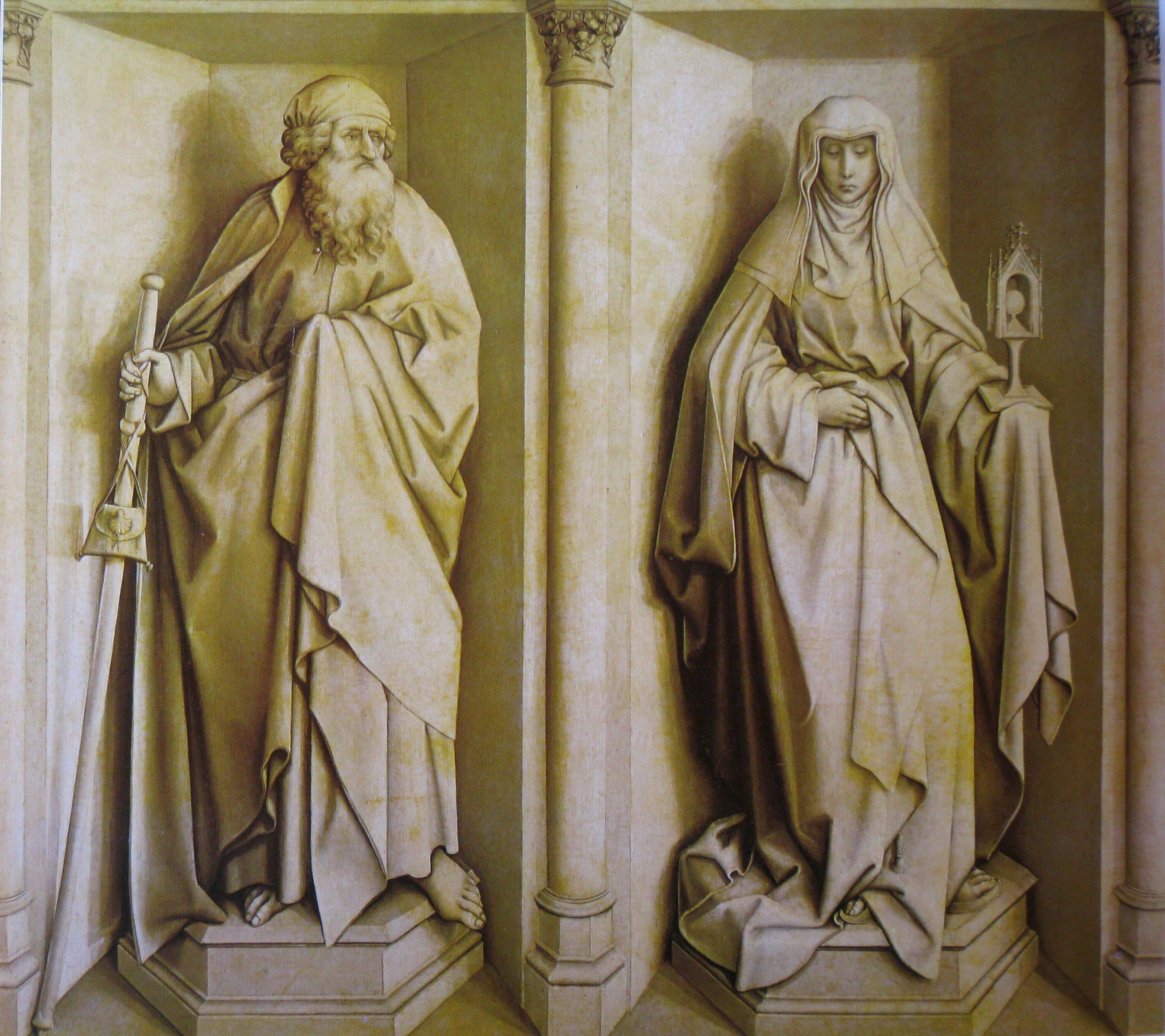
Dos du tableau.